# Губс
Губс (адыг. Гупс) — река в России, протекает по Краснодарскому краю и Адыгее. Устье реки находится в 22 км от устья реки Ходзь по левому берегу. Длина реки — 49 км, площадь водосборного бассейна — 250 км².
Этимология затруднена. Вероятно, в основе лежит адыг. гу — «середина» (либо «приятный») и адыг. псы — «река»: «Средняя река» (или «приятная река»).

## Притоки
Основные притоки:
- В 8,4 км от устья, по левому берегу реки впадает река Кунак-Тау.
- В 14 км от устья, по левому берегу реки впадает река Джигитлевка.
- В 16 км от устья, по левому берегу реки впадает река Грязнушка.
- В 25 км от устья, по правому берегу реки впадает река Псекеф.

## Данные водного реестра
По данным государственного водного реестра России относится к Кубанскому бассейновому округу, водохозяйственный участок реки — Лаба от истока до впадения реки Чамлык. Речной бассейн реки — Кубань.
Код объекта в государственном водном реестре — 06020000712108100003649.